# Arkadiusz Baron
Arkadiusz Baron (ur. 2 września 1960 w Żywcu, zm. 16 lutego 2024) – polski duchowny katolicki, kapłan, teolog, profesor nauk teologicznych, w latach 2014-2020 dziekan Wydziału Teologicznego Uniwersytetu Papieskiego Jana Pawła II w Krakowie.

## Życiorys
Urodził się w Żywcu w 1960 roku. 19 maja 1985 roku przyjął święcenia kapłańskie. Po ukończeniu w tym samym roku studiów filozoficzno-teologicznych na Wydziale Teologicznym Papieskiej Akademii Teologicznej w Krakowie podjął studia doktoranckie w Instytucie Katolickim w Paryżu (1987-1988). Studia kontynuował w Instytucie Patrystycznym Augustinianum w Rzymie (1988-1993) i ukończył doktoratem z teologii oraz nauk patrystycznych. Po powrocie do Polski w 1994 podjął pracę przy katedrze patrologii na WT PAT w Krakowie. W latach 1996–1997 przebywał gościnnie w seminarium w Morogoro w Tanzanii, afiliowanym do Papieskiego Uniwersytetu Urbaniana w Rzymie, gdzie wykładał w języku angielskim patrologię, metodologię teologiczną oraz uczył greki biblijnej i łaciny.
W październiku 2006 roku uzyskał stopień doktora habilitowanego nauk teologicznych w zakresie patrologii. Był kierownikiem Katedry Historii Dogmatu na Wydziale Teologicznego Uniwersytetu Papieskiego Jana Pawła II w Krakowie. Od 2010 roku pełnił funkcję prodziekana WT UPJPII. W 2014 został wybrany dziekanem WT UPJPII. Funkcję tę sprawował do 2020 roku.
Na macierzystej uczelni prowadził wykłady z patrologii, metodyki nauk humanistycznych, seminarium naukowe z patrologii i historii dogmatu. Wykładał też patrologię w Instytucie Teologicznym im. św. Jana Kantego w Bielsku-Białej. 
Do jego zainteresowań i pracy naukowej należały takie zagadnienia jak: inkulturacja chrześcijaństwa w starożytności oraz wpływ światopoglądu na rozumienie i wdrażanie w życie wyznawanych prawd i zasad. Był współredaktorem „Myśli Teologicznej” oraz serii patrystycznej „Źródła Myśli Teologicznej”; tłumacz tekstów soborowych i synodalnych oraz komentarzy patrystycznych m.in. do ksiąg biblijnych (Augustyn z Hippony, Jan Chryzostom, Hieronim, Mariusz Wiktoryn, Pelagiusz).
Był kanonikiem. Przez ostatnie lata życia mieszkał w Domu Księży przy ulicy św. Marka w Krakowie. Zmarł nagle, 16 lutego 2024 roku, będąc do końca wykładowcą akademickim i pracownikiem naukowym Uniwersytetu Papieskiego Jana Pawła II w Krakowie. 
20 lutego 2024 roku odbyła się jego msza pogrzebowa w Kolegiacie św. Anny w Krakowie. Przewodniczył jej ks. abp. Marek Jędraszewski, który wygłosił podczas niej także homilię. Dzień później w kościele parafialnym św. Marcina w Radziechowach, w jego rodzinnej miejscowości, odbyła się kolejna eucharystia pogrzebowa w jego intencji, której przewodniczył i słowo Boże podczas niej wygłosił ks. bp Roman Pindel, ordynariusz diecezji bielsko-żywieckiej. Następnie został pochowany na tamtejszym cmentarzu parafialnym w grobowcu rodzinnym, obok swoich rodziców.
Jego brat Antoni (wyświęcony w 1985 roku) jest kapłanem archidiecezji krakowskiej. Pełnił posługę proboszcza parafii Najświętszego Serca Pana Jezusa w Krakowie-Luboczy w latach 2008-2025, następnie zamieszkał w domu rodzinnym w Żywcu.

## Ważniejsze publikacje
- Repertorium linguae Latinae (Kraków 1991; 2006).
- Spór o Pawła, spór o człowieka czy spór o Boga? Refleksje na marginesie kontrowersji pelagiańskiej (Kraków 1999).
- Dokumenty Soborów Powszechnych (wybór, układ i oprac., praca zbiorowa), (t. 1-4, Kraków 2001-2004).